# Sony Alpha DSLR-A550
Sony Alpha DSLR-A550 — цифровой однообъективный зеркальный фотоаппарат Alpha (α) компании Sony. Ориентирован на продвинутых фотолюбителей.

## Отличия А550 отА500
- Разрешение матрицы: 14Мп против 12Мп;
- Разрешение дисплея: 920К против 230К;
- Режим серийной съёмки без фокуса 7 кадров/сек.(у A500 отсутствует). С автофокусом как и A500 - 5 кадров/сек.;
- Работает от аккумулятора чуть меньше;
- Цена на 200$ больше.